# Digivice

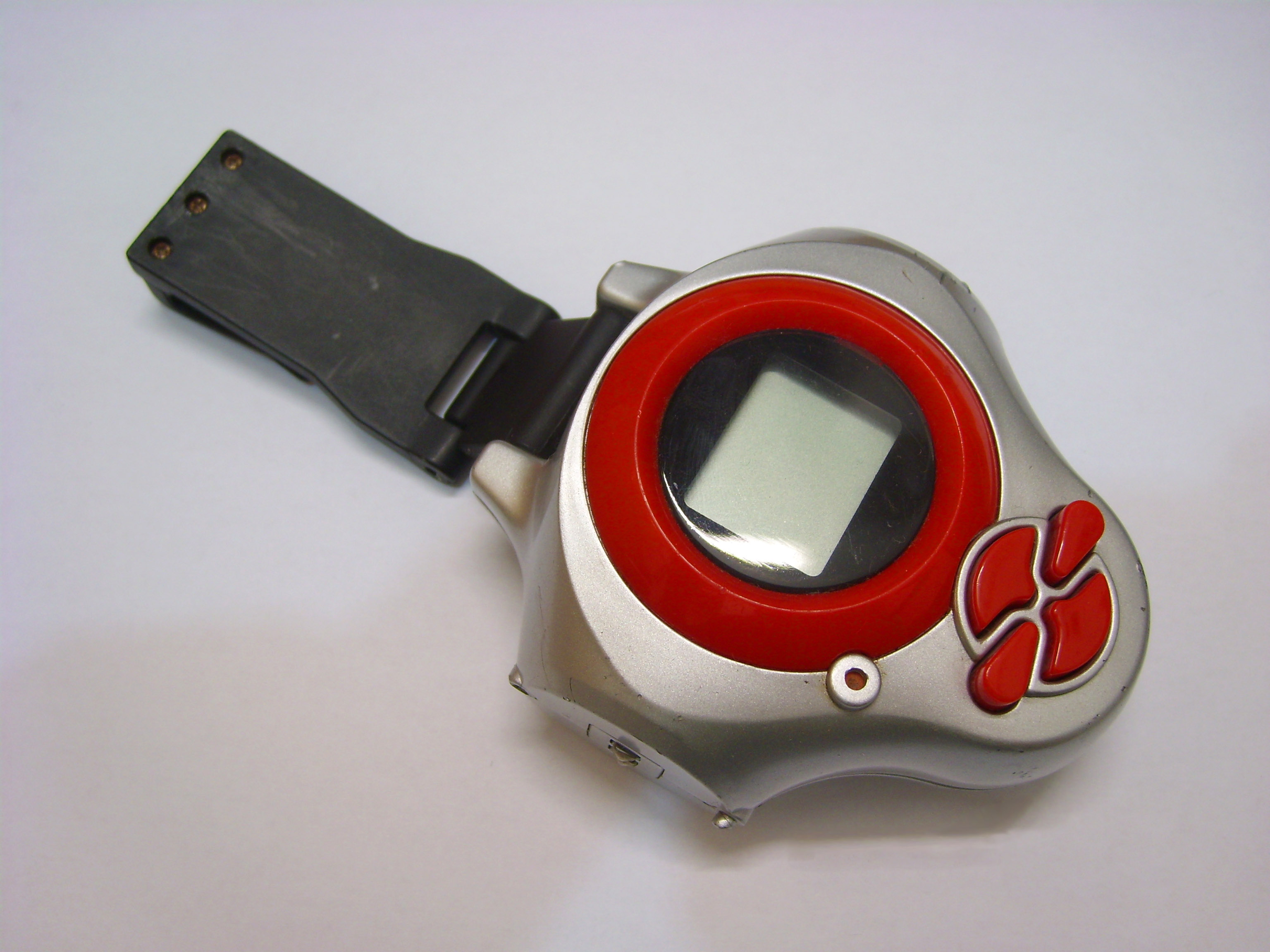
Juguete réplica de un Digivice

Digivice (デジヴァイス Dejivaisu; abreviatura de Digital Device, "dispositivo digital" o "digitivo") es un artefacto ficticio creado para la franquicia Digimon. En las series de anime y manga, este artefacto es portado por humanos que estén criando un Digimon, o que sean compañeros de uno. El Digivice tiene la característica especial de conectar, de algún modo, los sentimientos de su portador y su digimon. Aunque se dice que la habilidad principal de un Digivice es la de permitir que los digimon evolucionen temporalmente a sus fases más poderosas, (método conocido como Blast Evolution), algunas de las versiones que existen no poseen esta característica. Su origen difiere según cada serie de anime o manga, pero generalmente son creados por entes superiores del Digimundo, o por seres digitales con una inteligencia superior.
En la vida real, los Digivices son una línea de juguetes, basados en los aparatos que salen en los anime, como parte del extenso merchandising de Digimon. Usan una tecnología parecida a la de los V-Pets, aunque se diferencian de estos ya que no son criadores, sino que son juegos del tipo aventura.

## Tipos de Digivices

### Digivices usados en el Anime

#### Digivice (original)
Los Digivices creados en la continuidad de Digimon Adventure, con un rol menos importante en Digimon Adventure 02. Estos Digivices fueron creados por los Guardianes (grupo al cual pertenecía Gennai). Su función es la de canalizar las emociones de los Niños Elegidos para hacer que sus Digimon evolucionen al nivel Adulto (Campeón). Usándolos en conjunto con otros objetos, como los Emblemas, es posible que los Digimon evolucionen al nivel Perfecto, y en el caso de Taichi (Tai) y Yamato (Matt) evolucionar directamente al nivel Mega. 
Como funciones básicas, el Digivice posee un reloj/calendario incorporado y un sistema de radar que le permite detectar otros Digivices. Además, los Digivices originales poseían una carga de energía sagrada que protegían a sus portadores de los Digimon malvados haciendo campos de fuerza, o eliminar cualquier tipo de fuerza maligna del cuerpo de un Digimon (como las Ruedas Negras). Los Digivices originales tenían la capacidad de crear látigos de luz o campos de fuerza para repeler a los Digimon malignos más poderosos. En la segunda temporada, el portador de un Digivice original era capaz de utilizar los Digi-Ports ya abiertos.
Este Digivice es usado por los primeros Niños Elegidos y por los Niños Elegidos Internacionales. También se sabe que Ken Ichijouji tuvo uno en su primer viaje al Digimundo, y Ryō Akiyama uso uno en los dos primeros juegos de la continuidad de los juegos para la WonderSwan. En Digimon World: Digital Card Battle, Hiro también recibe uno de estos Digivices.

##### D-3
Los D3 son los Digivices usados por los nuevos Niños Elegidos en Digimon Adventure 02; fueron creados por las Bestias Sagradas para contrarrestar el poder del Dark D-3 del Digimon Kaiser. Según Koshiro (Izzy), D-3 viene de "Digievolución, Detectar y Descubrir" (Digitalizar, Detectar y Descubrir en el original), pues además de todas las funciones del Digivice original, el D-3 tiene la habilidad de detectar y usar los Digimentals. Además, el D-3 está capacitado para permitir la "DNA Evolution" (Jogress Evolution en la versión original). 
La gran diferencia entre un D-3 y un Digivice normal es el hecho de que el D-3 tiene la capacidad de abrir portales entre el Mundo Real y el Digimundo, conocidos como Digi-Ports, usando computadores en el Mundo Real o televisores en el Mundo Digital. 
El Dark D-3 usado por el Digimon Kaiser tuvo un origen diferente, ya que nació de un Digivice normal, sumergido en el Océano Oscuro del Digimundo. Posee una habilidad adicional única: emitiendo una señal codificada, puede anular la evolución de un Digimon. Durante su rol como Digimon Kaiser, Ken uso las Torres Negras para emitir esta señal a través de todo el Digimundo. La única evolución que no puede ser anulada por esta señal es la Evolución Armor.
Los primeros portadores de los D-3, Daisuke (Davis), Miyako (Yolei) e Iori (Cody), recibieron originalmente este Digivice, mientras que Takeru (T.K.) y Hikari (Kari) evolucionaron su Digivice normal a D-3 cuando obtuvieron sus Digimentals. Al final de la segunda temporada, la nueva generación de Niños Elegidos obtuvieron como Digivice insignia el D-3.

#### Terminal-D
No es considerado como un Digivice propiamente dicho, la D-Terminal es una especie de mini-computadora que permite el almacenamiento de datos, poder guardar los Digimentals y sirve de comunicador a los chicos. Es usado por los protagonistas de la segunda temporada.

#### D-Arc
El D-Arc (D-Power en la versión USA, Digi-Poder en algunas versiones al Castellano) es el Digivice usado por los protagonistas de Digimon Tamers, su nombre es un anagrama de "Card" (carta en inglés). Según Konaka (libretista de Digimon Tamers) el D-Arc está basado en el concepto de la Dynabook, una especie de computadora portátil para niños. Si bien tiene las funciones de un Digivice normal, el D-Arc es bastante diferente en muchos aspectos.
El primero es su habilidad de leer las cartas de juego de Digimon, enviando los datos de estas a los Digimon de los protagonistas. Incluso puede leer y convertir a datos, dibujos normales hechos en papel. El uso más común de este sistema era potenciar a los Digimon con nuevas habilidades o para disparar el proceso de evolución al nivel adulto. Al usar el poder de Calumon en conjunto con la carta azul, una carta que posee un código especial, es posible para los protagonistas alcanzar la evolución al cuerpo perfecto. Solo cuatro de los protagonistas de la serie (Takato, Jenrya (Henry), Ruki (Rika) y Ryo) fueron capaces de usar sus D-Arc para fusionarse con sus Digimon a través de la "Matrix Evolution", obteniendo de este modo el cuerpo Mega.
También puede desplegar un pequeño radar en forma circular, que le permite rastrear Digimon cercanos, escanear los datos de los Digimon a los que se enfrentan los protagonistas, o ver lo que están viendo los Digimon. 
Los D-Arc de Takato y Ruki fueron creados cuando ellos escanearon una carta azul en sus lectores de cartas. Jenrya obtuvo el suyo a través del lector de su PC, mientras que los demás tamers obtuvieron los suyos a través de los Digi-Gnomos. El D-Arc de Ryo tiene la habilidad de crear un látigo de luz, aunque no se sabe si esta habilidad sea exclusiva o la puedan usar todos los D-Arcs. Finalmente, el D-Arc de Takato es destruido, pero este consigue uno nuevo, el D-Arc Ultimate, cuyas funciones no varían a las del D-Arc original.

#### D-Scan
El D-Scan (D-Tector en la versión USA) es el Digivice usado por los protagonistas de Digimon Frontier. Su función principal es almacenar los Spirits de los 10 Guerreros, y permitir que los protagonistas los usen para evolucionar en los Digimon Híbridos. Otra de las funciones principales es la de escanear Digi-Códigos, tanto de Digimon como de cosas o lugares del Digimundo. Los D-Tector también podían ser usados como comunicadores, ya que al principio, los protagonistas recibían las instrucciones de Ophanimon a través de sus D-Tectors. Este sistema también les permite a los chicos comunicarse con sus Spirits.
Los D-Tectors fueron dados a los chicos por Ophanimon, quien modificó sus móviles, a excepción del D-Tector de Koichi, que salió del de su hermano. Los D-Tectors de Takuya y Kôji fueron mejorados dos veces: la primera por Seraphimon, permitiéndoles usar la "Double Spirit Evolution" y la segunda por Ophanimon, transformándolos en D-Scan Kaiser Mode Y D-Scan Magna Mode permitiéndoles usar la "Hyper Spirit Evolution".

#### Digivice iC
El Digivice iC (Data Link Digivice en la versión USA) es el Digivice usado por los protagonistas de Digimon Savers. "iC" es acrónimo de "Interactive Communicator" (Comunicador Interactivo). La función principal de este Digivice es la usar el Digisoul a través del comando Digisoul Charge para la evolución a la etapa Adulta y Full Digisoul Charge para evolucionar al cuerpo perfecto (Digisoul es conocido ADN en la versión latina). Gracias a esto, el Digimon puede evolucionar utilizando como fuente de energía las emociones de su compañero. En el episodio 28, Masaru (Marcus), Touma (Thomas) y Yoshino lograron manifestar la verdadera naturaleza de su Digisoul, lo que hizo que sus Digivices se volvieran añicos al recibirla. Sin embargo, esto no ocurre más adelante con los Digivices de Ikuto (Keenan) y Satsuma (Sampson), pudiendo usar el comando Digisoul Charge! Overdrive, que permite a los Digimon evolucionar al cuerpo Mega.
Otra de las funciones básicas de este Digivice es la de poder almacenar un Digimon en su interior.
Kurata usa una versión modificada del Digivice iC, que le permite controlar a los Gizmon, usando Digisoul falso. Kurata también creó otra versión del iC, la cual dio a Kouki, Nanami e Iván. Esta versión les permite usar la data de Digimon que llevan en su cuerpo para evolucionar, usando los comando "Hyper Bio Evolution", para las evoluciones al nivel armor, el comando "Hyper Bio Extra Evolution" para el nivel mega.

##### Digivice Burst
El Digivice Burst (Data Burst Digivice en la versión USA, y "Digivice Impulso" en Latinoamérica) es la versión mejorada del Digivice iC. El profesor Daimon Suguro (Spencer Damon en la versión USA) fue la primera persona en usarlo, en la historia prior a los acontecimientos de la serie. Masaru, Touma y Yoshino los obtienen luego de un entrenamiento para dominar su Digisoul, mientras que Ikuto más adelante, durante la batalla contra los Royal Knights. Este Digivice tiene como sistema especial el "Signal Port", el cual se activa gracias una "Señal de Aire", la cual tiene entre sus funciones activar el Modo Burst a través del comando "Charge! Digisoul Burst!".

#### Xros Loader
El Digimon Xros Loader, abreviado D Xros Loader, es el Digivice usado por los protagonistas del anime Digimon Xros Wars. Dado que la serie apenas comienza, su capacidad total aún no ha sido revelada, pero podemos saber que es capaz de guardar varios digimon en su interior (como el Digivice iC), y además es capaz de curar las heridas de los digimon que estén alojados en su interior. Su función principal es hacer posible la DigiXros, calculando que tipo de DigiXros es conveniente según la batalla que se esté luchando. El Xros Loader también puede descargar los datos de las Digimemorias, materializando los ataques que estén alojados en estas y además, con ayuda de los Code Crown, es capaz de abrir portales a otras Zonas del Mundo Digital.
Taiki obtiene el suyo al salvarle la vida Shoutmon. Kiriha y Nene también poseen Xros Loaders, pero no se ha revelado como lo obtuvieron.

### Digivices usados en el Manga

#### Digivice 01
Es el Digivice usado en V-Tamer. Tiene las funciones básicas de un V-Pet. Entre sus funciones están un sistema de escaneo y análisis de datos, un transmisor que permite interactuar con ordenadores remotos (Taichi uso este sistema para hackear el sistema de seguridad de una fábrica), almacenar información en su banco de memoria, un analizador Digimon incorporado, y un sistema de transmisión de datos, el cual le permite al tamer enviar órdenes directamente a la mente de su Digimon u objetos (como comida u objetos curativos) a su cuerpo. Además, al usar dos Digivices 01, se puede acceder a la DNA Evolution.
El Digivice 01 que recibió Taichi Yagami fue diseñado exclusivamente para él, como un programa de soporte para ayudar a las vacunas del Digimundo. Sin embargo, los Tamers invocados por Lord Demon también tenían sus Digivices: Neo usaba dos Digivices color negro, Hideto dos color blanco, y Mari usaba su propia versión modificada, ya que su diseño era distinto del original.

#### Digimon Pendulum X
Considerado como el Digivice en Digimon Chronicle, sus funciones eran las de ver los estatus del Digimon compañero y controlar su nivel de Anticuerpos X. Además, el tamer podía escuchar los pensamientos de su Digimon a través del Digivice. Es llamado Digivice X en el juego de cartas.

#### D-Cyber
Considerado como el Digivice en D-Cyber, su función permite que el tamer, al agitar el Digivice, permita que su Digimon compañero use sus técnicas especiales. Además, el D-Cyber canaliza las esferas de energía del tamer a su Digimon.

#### Digimon Mini
Considerado como el Digivice en Digimon Next, su única función es ver los estatus del Digimon compañero.

##### Digivice iC
Los protagonistas obtienen este Digivice cuando sus Digimon Mini son mejoradas. Las funciones básicas de este Digivice iC en particular son las mismas de su contraparte en el anime, aunque tiene ciertas funciones originales para el manga:
- Permite el uso del Digisoul, aunque puede usarlo para potenciar el poder del Digimon, no limitándose a usarlo para evolucionar solamente.
- Muestra los DP (Digimon Power) de los Digimon.
- Sirve para guardar Digitamas o comida.
- Puede detectar Digimon enemigos, y analizar sus DP.

##### Digimon Twin
La última versión de Digivices usados en Next. Entregados por Norn a Tsurugi y Yuu, su función es permitir que Agumon y Gaomon evolucionen en Victory Greymon y Z'd Garurumon.

#### Xros Loader
El Digimon Xros Loader, abreviado D Xros Loader, es el Digivice usado por los protagonistas del manga Digimon Xros Wars. Sus funciones y orígenes no difieren de la versión del anime.
- Datos: Q3027856